# 김정란
김정란(金正蘭, 1953년~)은 대한민국의 시인이다. 주로 여성주의적인 창작 활동, 문학 비평을 전개하는 한편, 2003년부터 상지대학교 문화컨텐츠학과 교수로 활동하였다.

## 생애
김정난은 1953년 태어나 기독교 집안에서 성장하였는데, 아버지는 영락교회를 세운 장로였고 어머니는 전도사였다. 성심여자고등학교를 졸업하였고, 한국외국어대학교에서 불문학을 전공하였으며, 프랑스 그르노블 Ⅲ 대학교에서 '신화 비평을 원용한 이브 본느프와 연구'로 문학박사 학위를 받았다.
김정난의 남편 서정기는 서울대학교 불문학과 교수 김현의 애제자이자 시인 황지우의 친구이다. 1982년 프랑스 정부 장학금을 따낸 서정기를 따라 그르노블에서 5년을 살았다. 서정기와의 사이에 아들 두 명을 두었다.
대학 졸업 후에 CBS 아나운서로 활동하였고, 에어프랑스 대한민국 지사에서도 근무했다. 그 후 개인적인 이유로 직장을 그만두었고, 1982년에 프랑스로 유학을 떠났다. 프랑스에서 가난한 유학생활을 하였다. 유학에서 돌아온 후에 1987년에 상지대학교 시간강사가 되고 1989년에 전임강사가 되었다.
상지대학교에서 교수협의회 폐지를 놓고 재단과 교수들 사이에 알력이 있었을 때 교수협의회 폐지 반대에 앞장섰다. 1991년 상지대학교 교수 재임용에서 탈락하였으나, 이후 당시 상지대학교 재단이사장 김문기가 비리 혐의로 이사장직에서 물러나면서 김정란도 교수직에 복직되었다. 복직될 무렵 번역했던 《람세스》의 성공으로 대중적으로 인지도를 쌓았고 이후 본격적으로 대한민국 문학계 등을 비판하는 기고 활동에 나섰다. 한겨레, 국민일보, 한겨레21 등에 기고하면서 문학의 상업주의나 조선일보와 유착된 일부 작가들을 비판하였다.
2003년부터 상지대학교 문화콘텐츠학과 교수로 재직하였다. 학자로서 후학을 양성하고, 논객으로서 사회적 발언도 하였으며, 작가로서 외국 소설을 번역하고 신화와 관련하여 소설을 쓰기도 하였다.
1976년 《현대문학》을 통해 문학계에 데뷔한 이래 1998년 백상문화상 번역상, 2000년 소월시문학상 대상 등을 수상했다.

2020년 4월 16일 페이스북을 통해 “대구는 독립해서 일본으로 가시는 게 어떨지. 소속 국회의원과 지자체장들 거느리고”라며 “귀하들의 주인나라 일본, 다카키 마사오의 조국(祖國) 일본이 팔 벌려 환영할 것”이라고 밝혔다. 또한 대구·경북 시민들을 겨냥해 “눈 하나 달린 자들의 왕국”이라고 적어서 논란이 되었다.

## 논란
검찰은 (자신의) 쿠데타부터 진압하라” “윤석열이 또 무슨 꿍꿍이를 저지를 지 알 수 없다. 아주 흉물이다” “한결같은 깡패 윤석열” 등의 게시물을 올렸다.

## 문학 활동
1976년에 시인 김춘수의 추천으로 〈현대문학〉지를 통해 등단하였으며, 《현대시세계》에 평론 〈이성복론〉을 발표하여 평론가로도 활동을 시작하였다.
1990년대 후반에는 문학, 평론의 상업주의를 비판하는 평론을 많이 썼다. 국민일보 기고글에서는 "한국문학은 빠른 속도로 소비문화에 포섭되고 있다"고 비판했으며, 한겨레 기고글에서는 "대한민국의 문학계가 작품을 팔아야 출판사가 살아남을 수 있으므로, 온갖 화려한 수사를 동원해 출판 논리를 문학 논리로 위장한다"고 비판했다.
이러한 비판의 절정은 1999년 출간된 공저 《조선일보를 아십니까?》의 제2부 〈조선일보를 위한 문학〉이었다. 여기서 신경숙, 은희경 등 유명 작가와 문학동네 등 유명 출판사와 조선일보가 유착되어 있다고 주장하여 파장을 불러일으켰다. 이로 인해 시집 《스타카토 내영혼》은 본래 출판이 예정되어 있던 문학동네가 아니라 문예중앙에서 출판되었다.

## 사회 활동
1991년 상지대 재단 비리 사건을 통해 재임용 탈락 등을 겪으면서 처음으로 사회 운동에 관심을 갖기 시작하였다. 이후 각종 매체를 통해 문학의 상업주의화, 조선일보와 문학의 유착관계 등을 강하게 비판하였고 1999년에 홍세화, 김규항, 진중권 등과 함께 아웃사이더 창간에 참여하기에 이르렀으며, 2001년부터는 안티조선일보 운동에도 참여하였다. 2004년 국가보안법 폐지 문제로 논란이 일자, ‘예수는 당대의 빨갱이’라는 제목으로 언론에 칼럼을 발표하여 논란이 되기도 했다.

## 저서
시집
- 《다시 시작하는 나비》, 문학과지성, 1989 ISBN 0000235148
- 《매혹, 혹은 겹침》, 세계사, 1992 ISBN 8933810226
- 《그 여자 입구에서 가만히 뒤돌아보네》, 세계사, 1997 ISBN 8933810765
- 《스타카토 내영혼》, 문예중앙, 1999 ISBN 8983752823
- 《나는 지금 사랑을 말하고 있다》, 양피지, 1999 ISBN 8988445120

역서
- 에스터 하딩, 《사랑의 이해》, 문학동네, 1996 ISBN 8985712241
- 조르주 나타프, 《상징, 기호, 표지》, 열화당, 1997 ISBN 8930101593
- 크리스토프 바타이유, 《시간의 지배자》, 문학동네, 1997 ISBN 8982810900
- 장 피에르 다비트, 《다시만난 어린왕자》, 이레, 1998 ISBN 8985599135
- 크리스티앙 자크, 《람세스》, 문학동네, 2002 ISBN 8982810307
- 장 마르칼, 《아발론 연대기》, 북스피어, 2005 ISBN 8991931014

문학평론
- 《비어있는 중심 - 미완의 시학》, 언어의세계, 1993 ISBN 2004438000012
- 《영혼의 역사》, 새움, 2001 ISBN 898853722X(시 평론)
- 《연두색 글쓰기》, 새움, 2001 ISBN 8988537211(소설 평론)
- 《한국 현대 여성시인》, 나남, 2001 ISBN 893003876X

사회평론
- 《거품 아래로 깊이》, 생각의나무, 1998 ISBN 8988045084(문화평론)
- 《아웃사이더를 위하여》, 아웃사이더, 2000 ISBN 8985304518(공저)
- 《말의 귀환》, 개마고원, 2001 ISBN 898554876X
- 《유쾌한 정치반란, 노사모》, 개마고원, 2002 ISBN 8985548824(공저)
- 《분노의 역류》, 아웃사이더, 2004 ISBN 8990720133(신문 기고 모음, 각종 문학, 사회 평론)

소설
- 김정난 글. 이형진 그림. 《두두리 도깨비 두룬》. 웅진주니어. 2010년. ISBN 9788901109282
- 《불의 지배자 두룬 1》. 웅진. 2014년. ISBN 4808901166049

공저
- 《왜? 조선일보인가》. 인물과사상사. 2000년. ISBN 8988410351

## 칼럼
- 김정난. 신정아 사건을 바라보는 마음. 서울신문. 2007년 9월 20일.
- 김정난. 유관순을 화폐초상 인물로. 서울신문. 2007년 10월 25일.
- 김정난. 태왕사신기 유감. 서울신문. 2007년 11월 26일.
- 김정난. 기억과 언어. 서울신문. 2008년 2월 11일.

## 참고 문헌
- 편집부 엮음, 《시사인물사전 2》 pp 34~43, 인물과사상사, 2000